# Ceratobatrachus guentheri
Ceratobatrachus guentheri é uma espécie de anfíbio da família Ranidae. É a única espécie do género Ceratobatrachus.
Pode ser encontrada nos seguintes países: Papua-Nova Guiné e Ilhas Salomão.
Os seus habitats naturais são: florestas subtropicais ou tropicais húmidas de baixa altitude, jardins rurais, áreas urbanas e florestas secundárias altamente degradadas.